# Angster József (orgonakészítő, 1917–2012)
Angster József (Pécs, 1917. január 2. – Pécs, 2012. március 14.) magyar orgonakészítő, gépészmérnök.

## Élete
Alap- és középfokú tanulmányait a Püspöki Tanítóképző Gyakorló Elemi Iskolában, majd a Ciszterci Rend Nagy Lajos Reálgimnáziumában végezte. Zeneiskolában zongorázni és orgonálni tanult; a felsőbb osztályokban már a gimnázium orgonistája volt. 1940-ben diplomázott a Budapesti Műszaki Egyetem gépészmérnöki karának villamos tagozatán.
Az orgonaépítés fortélyait már gimnazistaként kezdte elsajátítani édesapjától, Angster Emiltől. Egyetemi tanulmányai alatt nyári szüneteket apja mellett töltötte, a tervezésben és a gyakorlati munkában is részt vett. Később orgonaépítő mesterlevelet is szerzett. 1939-ben németországi tanulmányúton járt, hogy megnézzen több híres orgonát és megismerje nagy tudású mesterek munkamódszereit.
1940-ben kezdett dolgozni az Angster József és Fia Orgona- és Harmóniumgyárban. Unokatestvérével, Angster Imrével vezette a vállalkozást. Tervezőmunkája és irányítása mellett mintegy 100 orgona készült, köztük több 3 manuálos, 35-50 változatú nagyobb hangszer, köztük a Budapest-Haller téri, „Tisztviselőtelepi”, Remete-kertvárosi, Csepel-belvárosi, továbbá a jászóvári, kolozsvári, Pécs-belvárosi, pécsi Ferences templomi orgonák. Ő létesítette a gyár rákospalotai fióküzemét is.
Az orgonagyárat 1949-ben államosították. Ezután még rövid ideig működött Pécsi Hangszer- és Asztalosárugyár néven, majd megszűnt. Angster 1950–51-ben gépészmérnökként dolgozott a pécsi városi tanács építészeti osztályán, 1952-ben koncepciós perben másodfokon egy év börtönbüntetésre ítélték. Ezután a Baranya-Tolna megyei Tégla- és Cserépipari Vállalatnál dolgozott, ahol egy éven belül főmérnök, majd műszaki igazgatóhelyettes lett, és innen is ment nyugdíjba 1978-ban. Olyan gépi berendezéseket és technológiákat kezdett alkalmazni a téglaiparban, melyet előtte nem alkalmaztak (például a szállítószalagot). Az anyagformázás elméleti és gyakorlati ismeretében országosan elismert szaktekintély lett; több technológiai újítást vezetett be.
A METESZ-nél végzett munkája során 50 év alatt több mint 50 előadást tartott. 1959-től aktívan segítette a Szilikátipari Tudományos Egyesület munkáját. Meghívott előadóként a pécsi Pollack Mihály Műszaki Főiskolán is dolgozott.
Angster az 1970-es évek közepén kezdett tanácsadóként orgonaépítéssel foglalkozni. A 80-as évektől a Soros Alapítvány támogatásával orgonaakusztikai kutatásokat folytatott. Az orgonakutatásban végzett tevékenységével nagy nemzetközi elismerésre tett szert. 95 éves korában hunyt el.
Felesége Zádor Judit (1930–2011) volt; négy gyermekük született.

## Díjai, elismerései
- Vállalat Kiváló Dolgozója, valamint Téglaipar Kiváló Dolgozója, többszörösen
- Munka Érdemrend ezüst fokozata (1966)
- Miniszteri dicséret (1970)
- Szilikátiparért érem bronz fokozata (1978)
- Kiváló munkáért díj (1988)
- Tüke-díj (2004)
- Magyar Örökség díj (2006)

## Művei
- Angster. A pécsi orgonagyár és a család története. Pannónia Könyvek, Pécs, 1993.
- Az Angster család és az Angster orgonagyár történetéből. Szirtes G., Vargha D.: Angstertől Zsolnayig. Ipartörténeti tanulmányok. Pannónia Könyvek és Pécs-Baranyai Kereskedelmi és Iparkamara, Pécs, 1999.